# یون گه‌سومون
این یک نام کره‌ای است؛ نام خانوادگی یون است.
یون گِه‌سومون یا گیگوم (کره‌ای: 연개소문؛ ۶۶۶–۵۹۴ میلادی) بزرگ‌ترین ژنرال و نخست‌وزیر در سال‌های پایانی گوگوریو، یکی از سه پادشاهی قدیمی کره، بوده است که از او به عنوان «ته مانگنیجی» (대막리지) که به معنی بزرگ‌ترین ژنرال است یاد می‌شود. از او به خاطر مقاومت‌های موفقیت آمیزش در درگیری‌های نظامی با سلسله تانگ تحت رهبری امپراتور لی شیمین و پسرش امپراتور گائوزونگ یاد می‌شود.
تاریخ سنتی کره گاهی از یون گه‌سومون به عنوان یک رهبر خودکامه، که نافرمانی‌ها و سیاستهای بیرحمانه‌اش نسبت به پادشاه یونگ‌نیو منجر به سقوط گوگوریو شده، یاد می‌کند و به ندرت هم او را قهرمانی می‌دانند که با مقاومت شدید و جنگاوری خود جلوی نفوذ بیشترِ چین بر سرزمین کره را گرفت.

## اوایل زندگی
ا.طلاعات تاریخی دربارهٔ ریشه و نسب او مبهم است؛ سامگوک ساگی او را پسر وزیر اعظمِ سابق گوگوریو به نام یون ته‌جو در دوران زمامداریِ یونگ‌یانگ می‌داند درحالی‌که سایر منابع چنین چیزی را دقیقاً ذکر نکرده‌اند یا او را فرزند مقام و فرمانده خواندند یا یک سرباز و رعیت معمولی که به مراتب و با استعداد خود درجات ترقی را طی کرده است.
وی در دهه سوم قرن هفتم میلادی میان نظامیان کشور به درجات بالایی از احترام و نفوذ رسیده بود همچنین احتمال زیادی می‌رود که در جوانی از قهرمانان جنگ‌های گوگوریو–سویی بوده باشد؛ یون گه‌سومون یک ژنرال نظامی شد که پس از مرگ ژنرالان پیروزمند گوگوریو یعنی اولجی موندوک و کانگ یی شیک و.. توانست به‌عنوان سردسته و رهبر نظامیان کشور عمل کند.
او و سایر نظامیان به‌شدت بر ضد چین بودند و گمان می‌رود طبق منابع جدیدتر تاریخی آنان هنگام جنگ داخلی در دوران سقوط دودمان سویی و روی کار آمدن دودمان تانگ قصد تهاجمی گسترده به پشتِ دیوار چین را به همراه متحدان خود در استپ‌های آسیای مرکزی داشته‌اند یا حتی مبادرت به این کار نموده‌اند و معتقد بودند قدرتِ ملی و بنیه چین درنهایت گوگوریو را از پای درخواهد آورد و نباید اجازه داد چین دوباره یورشی تدارک ببیند چه بسا باز هم شکست بخورد؛ اشراف و مقامات و پادشاه در طرف دیگر مسند قدرت اما جنگِ دیگری نمی‌خواستند و به همزیستی مسالمت‌آمیز با تانگ اعتقاد داشتند، جنگ با دودمان‌های چین متحد نیازمند بسیج کل کشور و صرف هزینه و بهای بالایی بود لازم بر ذکر است که اشراف ارتش خصوصیِ خود را تحت اختیار حاکمیت قرار نمی‌دادند چرا که اصلِ قدرت آنان بر پایه ارتش خصوصیِ شان بود و همین امر سایر اقشار را به خشم می‌آورد اشراف و مقامات مدنی می‌خواستند با دادنِ باج به چین آن را آرام کنند این چیزی‌ست که برخی منابع نوشته‌اند و قطعیت و صحت کامل آن مشخص نیست؛ اینکه هدف از کنار آمدن و قبول کردن درخواست‌های آیندهٔ تانگ چه خواهد بود نیز همین‌طور است. بدین ترتیب و به تدریج شکاف در عناصر قدرت بیشتر شد.

## سرنگونی تاج و تخت
در زمستان سال ۶۴۲، پادشاه یونگ‌نیو در مورد ژنرال یون گه‌سومون نگران بود و با مقامات رسمی دیگر برای کشتن او نقشه می‌کشید. گرچه منبع یا سندی تاریخی چنین چیزی را ذکر نکرده اما گمان می‌رود حتی نقشه قتل او یکی از ده‌ها دستورالعمل امپراطوری تانگ باشد. البته علت این درگیری‌ها ریشه در دهه‌ها کشمکش بین سران قبایل و اشراف و مقامات دربرابر نظامیان و سایر اقشار داشت گروه اول که پادشاه نیز با آنان یکسان فکر می‌کرد (احتمال می‌رود اما قطعی نیست که قصد پادشاه و برخی حکمای این طیف، صلح به هر قیمتی جهت خرید زمان و آماده‌سازی برای جنگ همه‌جانبه تا پایان باشد)، قصد سازش با تانگ و قبول کردن خواسته‌های دربار تانگ را داشتند و این خواسته‌ها شامل تغییر لقب ته‌وانگ به‌معنیِ شاهِ شاهان (چرا که هم رده با امپراتور چین می‌نمود) و ایجاد دین تائوئیسم و عدم درگیری با شیلا بعنوان یکی از ایالات تانگ، تخریب معبد پیروزی بر سوئی که مقبره جنازه کشته شدگان بود و در آن جشن پیروزی بزرگ با دعوت از اکثر مناطق آسیا گرفته می‌شد، ارائه نقشه پر جزییات از مناطق جغرافیایی (جنجالی‌ترین)، تغییر اشکال و رسوم و پوشش درباری و پادشاه و ده‌ها مورد ریز و درشت دیگر می‌شد.
در مرز با چین که یون از موضوع توطئه باخبر شد، یک مهمانی پرخرج را برای جشن گرفتن ارتقا اش به موقعیت فرماندارِ شرق ترتیب داد و صدها نفر نفر از سیاستمداران و مقامات را دعوت کرد. سربازان یون در کمین نشستند و همهٔ آنان را کشتند. سپس یون به طرف کاخ حرکت کرد و آنجا شاه را به قتل رساند. بر طبق منابع باستانی چینی (که بنظر مغرضانه می‌آید و اعتبار چندانی ندارد)، مردان یون پیکر شاه را تکه‌تکه کردند و او را بدون تشریفات مناسب دور انداختند.
بعد از به تخت نشاندن پادشاه بوجانگ برادرزاده شاه قبلی، یون گه‌سومون خود را ته‌مانگنیجی (Dae Mangniji) معادل با وزیر/فرمانده بزرگ نامید البته گوگوریو از زمان پادشاه سوسوریم مقام مانگنیجی را داشت اما او با تغییراتی حوزهٔ نفوذ این سمت را گستراند. بدین ترتیب یون گه‌سومون عملاً کنترل امور دولت گوگوریو را تا حدود مرگش در ۶۶۶ به‌دست گرفت.

## اوایل حکومت و جنگ اول با تانگ
با کشتن تمامیِ مخالفان از جمله پادشاه دیگر کسی نبود که با اوامر او مخالفت کند و اگر هم کسی می‌کرد از صحنه حذف می‌شد؛ محققان معاصر کره معتقدند که چین دیر یا زود به هر قیمتی نابودیِ گوگوریو را می‌خواست چرا که تاریخِ هزارسالهٔ آن از زمان تولد بر تاریخ سلسله‌های متوالیِ چین سنگینی می‌کرد و همچنین قدرتِ آن و نفوذش در پشت دیوارهای چین همواره باعث دردسر بوده و همین را مستدل بر اعمال یون گه‌سومون در کشتن پادشاه که قصد سازگاریِ ناشی از ضعف را داشت می‌داند؛ او با یک باند نیمه نظامی مناطق و ایالت‌هارا کنترل می‌کرد و سیاست خارجی‌اش را با تدارک تهاجم به شیلا آغاز نمود.
در ابتدا و بدون اتحادی با بکجه ارتش گوگوریو توانست تمام سرزمینهای از دست رفته از جمله هانسئونگ (سئول امروزی) را باز پس بگیرد و ارتش شیلا را از منطقه بیرون کند همزمان او دست به ساخت استحکامات گسترده‌ای در امتداد مرز با تانگ زد و تمامی دژهارا تقویت نمود و نیروی دریایی را گسترش داد تا اینکه در حوالی ۶۴۲ میلادی با دیدار با گی‌بک ژنرالِ مشهور بکجه و مقامات بین دو کشور اتحادی بسته شد و همزمان طی تهاجمی سنگین توانستند بجز انگشت شمار قلعه و شهر تمام مناطق شیلا را فتح کنند (چهل دژ) که باعث وحشت دربار تانگ شد و ملکه سئوندوک با ارسال متعدد نامه به تای‌زونگ امپراتور تانگ درخواست کمک نمود که در ابتدا با بی اعتنایی مواجه بود اما لی‌تایزونگ می‌دانست دیر یا زود باید با گوگوریو وارد جنگ شود درنهایت پس از یک سال آماده‌سازی در سال ۶۴۵ او با ارتشی نیم میلیون نفری (تعداد نفرات او در منابع مختلف متغیر است از دویست هزار نفر تا یک میلیون نفر اما آنچه معتبر تر است و بیشتر ذکر شده تعداد پانصد هزار نفر است) به گوگوریو یورش برد و یون گه‌سومون از قبل آماده این جنگ شده بود و با اجرای راهبرد زمین سوخته و بسیج کشور به مقابله پرداخت (لازم است ذکر شود قبل از این جنگ ارتش تانگ بارها با قبایل شمالی و استپ نشین جنگید و آنان را درهم کوبید تا قوای خود را در جنگ با گوگوریو یکی نکنند). پس از تصرف چندین قلعه توسط ارتش تانگ آنان به سد مستحکمی در قلعهٔ آنسی برخورد کردند و در آنجا متوقف و دفع شدند.
همزمان طی ماه‌ها محاصرهٔ دژ آنسی، یون گه‌سومون توانست پنجاه هزار نفر از نیروی دریایی تانگ (خبره‌ترین نفرات ارتشی) با صدها کشتی آنان را در دریای زرد به قعر دریا بفرستد و دوباره به پیونگ‌یانگ بازگردد سپس او بدون اینکه خود برود ۱۵۰ هزارنفر را که عمدتاً سوارکار بودند و نیروی خبره محسوب می‌شدند را به پیکار با ارتش تانگ فرستاد که در نبردی که به نبرد کوهستان جوپیل معروف است در نزدیکی دژ آنسی این ارتش شکست خورد و لی شیمین (نام اصلیِ امپراتور) با کمک گرفتن از سوارکاران وحشیِ خراجگزارِ خود آنان را درهم کوبید و متفرق کرد در ادامه اما هرکاری می‌کردند قلعه آنسی فتح نشدنی بود، فرمانده آن که اخیراً اذعان شده نامش یانگ مانچون است و سربازانش دربرابر تهاجم می‌ایستادند و تانگ تصمیم گرفت یک خاکریز در جنب قلعه برای تصرف آن بسازد که ناگهان قبل از اتمام فرو ریخت یا به تصرف مدافعان درآمد که ضربه مهلکی بر ارتش تانگ بود و خشم امپراتور را برانگیخت در ادامه پس از گذر اندکی (کل مدت محاصره آنسی نزدیک به سه ماه بوده است) قوای کمکی بسیار بزرگی به فرماندهی شخص یون گه‌سومون از راه رسید و با کمبود تدارکات و پذیرفتن شکست و برتری عددی دشمن و فرا رسیدن زمستان، ارتش تانگ در ۶۴۶ عقب‌نشینی کرد که با تعقیب یون گه‌سومون تا پشت دیوار چین همراه بود او در راهش چندین شهر تانگ را تصرف نموده و خیلی از ارتش تانگ را کشت که البته به بهای تلفات سنگین نیز به سرانجام رسید؛ پس از جنگ اول گوگوریو و تانگ تمامی سرزمینهای پشت دیوار چین با تهاجم ارتش یون‌گه‌سومون تحت سیطره گوگوریو درآمد.
پس از روی کار آمدن گائوزونگ پسرِ لی‌شیمین، آتش‌بسی موقت در جبهه‌ها برقرار شد چرا که هر دوطرف به‌دنبال تجدید قوا بودند در این حین اتفاقاتی بین شیلا و بکجه می‌افتاد که ذکر آنان خالی از لطف نیست؛ بین سه پادشاهی کره در این دورهٔ زمانی، یک رقابت بین سه فرماندهٔ مشهور وجود داشت: کیم یوشین از شیلا، گی‌بک از بکجه و یون گه‌سومون از گوگوریو؛ هر سه موفقیت‌هایی داشتند اما پس از درهم کوبیدنِ امپراتوری که در عمرش از جوانی تا پیری شکستی تجربه نکرده بود برای گه‌سومون شهرتی بی حد و اندازه به ارمغان آورد بطوریکه برای قرنها از یون و امپراتور تانگ قصه‌ها و شعرها سروده می‌شد و از آنان در کشورِ خود به‌عنوان خدایان جنگ یاد می‌کردند؛ همچنین عمل یون بر سر کشتن پادشاه و دردست گرفتن حکومت باعث وحشت سایر پادشاهان و مقامات به‌ویژه در دو پادشاهیِ دیگر نیز شد بطوریکه بیدام از شیلا چیزی نمانده بود سلطنت این کشور را سرنگون کند او نیز یک نظامی بود که درنهایت کیم یوشین او را مهار نمود. در بکجه پادشاه پادشاه اویجا نیز بخاطر فتوحات و محبوبیت و قدرتِ روزافزونِ گیبک از او واهمه داشت و بدین ترتیب او را تبعید می‌کرد و اختیاراتش را می‌ستاند؛ پادشاه اویجا در دوران ولیعهدی شایستگیِ خود را نشان داد اما کم‌کم به‌ویژه از ۶۵۰ به بعد اعمالش او را به «پادشاه دیوانه» مشهور کرد بطوریکه پس از تبعیدِ جنگاورِ کشور او به می‌خوارگی و وقت گذرانی بیش از حد با زنان می‌پرداخته و کشور دچار بحرانهای متعددی شد همچنین ضعف نظامیِ آنان در نبود گیبک باعث شد تا ۶۶۰ شیلا تقریباً کلِ مناطقِ از دست رفته را بازپس بگیرد که در راس آنان کیم یوشین قرار داشت.
در گوگوریو اما دیگر رویکردی تهاجمی صورت نمی‌گرفت و به مرور فرماندهان تانگ به نام لی جینگ، سودینگفانگ و ژورنگوی توانستند یکی یکی متصرفات گوگوریو در تانگ را تسخیر کنند و یورشی دوباره تدارک ببینند که پراکنده بود و نتیجه‌ای قطعی برای طرفین به همراه نداشت شاید صرفاً برای به تحلیل بردن نیروی گوگوریو به این کار مبادرت ورزیدند لازم است ذکر شود که این جنگها مانع از تهاجم گوگوریو به شیلا می‌شد؛ واضح نیست که طی سالهای ۶۴۸ تا دهه ششم به بعد چه اتفاقاتی در گوگوریو رخ داده اما همچنان یون گه‌سومون و اطرافیانش بر مسند قدرت بودند.

## خانواده
احتمالاً وی عضوی از خاندان یون و پدر او یون ته‌جو وزیر اعظم گوگوریو بوده است (قابل بحث) او در خانواده‌ای نظامی رشد کرد و نوشته‌اند از سنین پایین در رزم و شمشیرزنی مهارت بسیار بالایی داشته و در مسابقات کشوری عناوین برتر داشته است؛ او یک برادر و خواهر نیز داشت که هردو ژنرال بودند و در جنگ اول با تانگ با کشتی‌های خود یکی از شهرهای ساحل دریای زرد را فتح کرده بودند همچنین برادرش از عناصر قهریه در پایتخت نیز بود؛ دربارهٔ همسرانش باید گفت که بیش از یک همسر داشتنش قطعی‌ست اما اینکه دو همسر بوده‌اند یا بیشتر مشخص نیست، سه پسر از او شناخته شده‌اند: یون‌نامسنگ، یون‌نامگون و یون‌نامسان (از بزرگتر به کوچکتر).
یون نامسنگ از مادری متفاوت بود برخی منابع اذعان کرده‌اند که اصالت او از طرف مادری چینی بوده است؛ از همان اوایل بین پسرانش نزاع بوده و احتمالاً بجز بزرگ‌تر بودن به‌دلیل اصالت و مادر متفاوتش دو برابر به‌ویژه نامگون با او دشمنی می‌ورزیده‌اند؛ یون نامسنگ بعدها یکی از عوامل مهم سقوط گوگوریو شد.

## اواخر حکومت و مرگ
به پیشنهاد کیم چونچو، قرار بر این شد تانگ درگیری‌های نظامی‌اش را موقتاً با گوگوریو کنار بگذارد و ابتدا متحدانه به بکجه حمله کنند و پس از فتح آن و از بین بردنِ متحدِ گوگوریو از دو جبهه آن را تحت فشار قرار دهند چرا که هدف غایی و اصلی گائوزونگ و پدرش در سلطنتشان همین شده بود و این فکر مورد قبول قرار گرفت؛ در سال ۶۶۱ ارتش شیلا ۵۰ هزار نفر را به فرماندهی کیم یوشین به بکجه رهسپار کرد و همزمان ۱۳۰ هزار نفر به رهبری سودینگفانگ از دریای زرد راهی بکجه شدند؛ بکجه که پیشاپیش درگیر نزاع سیاسی و رکود و بحران ملی بود و پادشاه با اعمالش پایه کشور را سست کرده بود در موقعیتی بسیار سخت و بی‌سابقه در تاریخش قرار گرفت پادشاه اویجا گیبک را فراخواند و گیبک با ۵ هزار نفر به مصاف ارتش ده برابری کیم یوشین رفت و ژنرال بوکسین با کمتر از بیست هزار نفر دربرابر قوای تانگ قرار گرفت؛ ارتش بوکسین در سواحل بکجه پس از چندی مقاومت شکست خورد و سودینگفانگ همگی آنان را کشت. در نبرد هوانگسانبول اما گیبک جانانه مقاومت کرد و پس از کشتن ده‌ها هزار نفر از ارتش شیلا او نیز درنهایت کشته شد و ارتش شیلا به محاصرهٔ پایتخت بکجه یعنی سابی پیوست و پس از فتح آن پادشاهش اسیر شد و به تانگ تبعید گردید؛ بسیاری از اشراف بکجه تسلیم تانگ شدند و با فراهم نکردن ملزومات جنگ پشت پادشاه را خالی کردند و عده‌ای دیگر نیز به ژاپن و گوگوریو فرار کردند. باوجود مقاومت‌های پراکنده و هجوم ارتشی متحد از وا (ژاپن) احیای بکجه هرگز به جایی نرسید.
در این حین گوگوریو کمکی به بکجه نکرد دو نظریه در این باره وجود دارد یکی اینکه یون گه‌سومون شخصاً اهمیتی نداد و شاید برایش مهم نبود دیگری اینکه ارتش تانگ وارد خاک گوگوریو شده و منتظر بوده‌اند درصورت تحرک ارتش گوگوریو مستقیماً با آنان مواجه شوند که دومی معتبر تر است.
بلافاصله پس از فتح بکجه دو ارتش شیلا و تانگ به گوگوریو یورش بردند و مدتی پایتخت را محاصره کردند (به هیچ نقطه‌ای جز پایتخت حمله نبردند) اما درنهایت یون گه‌سومون طی یک یورش (مشهور به نبرد ساسو) توانست کل ارتش خصم را منهدم و وادار به فرار نماید مشهور است که ژنرالی از تانگ به نام پانگ ژیائوتای به همراه ۱۳ پسرش توسط شخص یون گه‌سومون گردن زده شده و او سرِ همگی را بعد از جنگ در قالب هدیه به دربار تانگ می‌فرستد؛ بدین ترتیب جنگ دوم تانگ و گوگوریو نیز با پیروزی گوگوریو به اتمام می‌رسد.
پس از این جنگ تانگ آموخت که تا وقتی یون گه‌سومون زنده است شکست گوگوریو غیرممکن خواهد بود پس تا زمان مرگش تصمیم به صبر و آماده‌سازی گرفت و شروع به مجازات گسترده مسببین شکست و بسیج گسترده مردم شیلا و بکجه برای جنگ نمود، بدین ترتیب دیگر از ۶۶۱ تا مرگ یون‌گه‌سومون جنگی رخ نداد.
درنهایت احتمالاً بین سالهای ۶۶۴، ۶۶۵، ۶۶۶ یون گه‌سومون به‌طور طبیعی (بر اساس منابع تاریخی اما قابل بحث و اثبات نشده) از دنیا می‌رود و پس از آن یون نامسنگ مقام ته‌مانگنیجی را عهده‌دار گشته که برادرانش طغیان می‌کنند و از پادشاه حکم اعدامش را صادر می‌کنند، پس از مرگ یون‌گه‌سومون تقریباً تمامی روسای قبایل دور و نزدیک و حاکمان شهرها و خاندان‌های حاکم وارد نزاع و کشمکش سیاسی شدند، اطلاعات چندانی از جزییات و عواقب جنگ داخلی در دسترس نیست اما از قصر و دربار گرفته تا قبایل مرزی و شهرها همگی درگیر بودند و اتحاد گوگوریو پس از نزدیک به دو قرن از بین می‌رود؛ یون‌نامسنگ به چین قرار می‌کند و با پناهنده شدن او به تانگ یک منبع غنی اطلاعات به آنان رسید و این موجب تضعیف بیش از پیش روحیه گوگوریو و رویت نقاط ضعف آنان گشت؛ با این حال پادشاه بو جانگ ژنرال ارشد گوگوریو یانگ مانچون را به وزارت جنگ منسوب کرد. تانگ با توجه به این که یانگ مانچون در نبرد قلعه آنشی ارتش تانگ را شکست سختی داده بود، وزیران گوگوریویی را ترغیب کرد تا یانگ مانچون را به قتل برسانند تا بین گوگوریو و تانگ صلح بر قرار شود.
پس از قتل یانگ مانچون، با آغاز سال ۶۶۷ ارتش تانگ با ارتشی بزرگتر از هردو دو جنگ قبلی به فرماندهی سودینگ‌فانگ و شیلا با تعداد بی‌سابقه دویست هزار نفر بفرماندهی کیم‌یوشین از تمامی جهات به گوگوریو هجوم می‌برند، باوجود مقاومت سرسختانه و شدید حاکمیت به رهبری یون‌نامگون فرزند دوم گه‌سومون پس از نزدیک به دو سال جنگ تمام عیار سقوط گوگوریو رقم خورد-تانگ قصر و معابد پادشاهان پیشین که قدمتشان به هزارسال هم می‌رسید (در کتاب تاریخ قدیم تانگ، لی شیمین گوگوریو را هزار ساله می‌خواند) به آتش کشید و دهه‌ها جنگِ بی وقفه در منطقه به تأسیس بالهه توسط ژنرالان سابق گوگوریو انجامید.

## سیاست
او سیاست محافظت از غرب و پیشروی به سمت جنوب را که از زمان سلطنت پادشاه جانگسو تثبیت شده بود را با چندین حمله به شیلا ادامه داد. او شخصیت محوری نه تنها در گوگوریو، بلکه در تاریخ جنگ‌های شرق آسیا در آن زمان بود. سیاست‌های یونگه سومون تأثیر مثبتی بر تقویت وحدت ملی در داخل و واکنش عاقلانه به اوضاع بین‌المللی در خارج داشت و در نتیجه گوگوریو را از تهاجم قدرت‌های خارجی محافظت کرد.

## ویژگی ظاهری
کتب ها و منابع تاریخی فراوانی، ظاهر یونگه سومون را با وقار، جثه ای بزرگ و با قدرت بدنی بالا توصیف کرده اند. با وجود برخی گفته ها که ویژگی های ظاهری یونگه سومون افسانه ای است، اما چون در تعداد بالا این نوشته ها ذکر شده، آن را می‌توان به عنوان واقعیتی تاریخی باور داشت.

### سامگوک ساگی
در این کتاب آمده که یون گه‌سومون ظاهری باوقار و باشکوه داشته است.

### اسطوره‌ها و رمان‌نویس های کره و چین
در رمان‌های جنگی دوره مینگ و چینگ، رزمنامه‌ها و نمایش‌های محلی و درباری، یون گه‌سومون با قامتی افسانه‌ای، زره فولادی و قدرتی شبیه ببر توصیف شده است.

### باور‌های عامیانه‌ای و اسطوره‌های چین و کره
در این روایات، ظاهر او اغراق‌آمیز و تقریباً اسطوره‌ای توصیف می‌شود؛ مثلاً با چند شمشیر بزرگ، زره خزدار و قدرت بدنی خارق‌العاده.

## دیدگاه‌های مختلف
بسیاری از محققان کره‌ای همچون اکو شین برخلاف عده دیگر امروزه وی را به عنوان یک سرباز-دولتمردِ بی‌سابقه در تاریخ کره ستایش می‌کنند. محققان چینی و ژاپنی نگاه منفی خود نسبت به یون گه‌سومون را ادامه می‌دهند.
افرادی که دیدگاه منفی ای نسبت به یونگه سومون دارند از کشورهایی هستند که گوگوریو همیشه با آنان ستیز داشته است، می‌توان گفت دلیل انتقادات از یونگه سومون هم همین می‌باشد. آنها این موضوع را مد نظر قرار می‌دهند که او پادشاه یونگ نیو را از سلطنت عزل کرد، اما بسیاری مانند شین‌چائه‌هو یونگه سومون را وطن‌پرست واقعی در تاریخ کره و یک مستقل بزرگ می‌دانند که باید از او برای مبارزه با دشمنان خود الگو گرفت. ارزیابی از انتقادات، اکثریت اثبات شده که دشمنان تاریخی گوگوریو دیدگاه‌های منفی ارائه می‌دهند نه کسانی که با او رفتارهای مسالمت آمیزی داشتند.
اما در قرن بیستم زمانی که چوسان تحت سلطه عقاید کنفوسیوسی و تحت استعمار کامل قدرتهای خارجی بود و کشور به روحیه مبارز نیاز داشت عمل‌های یونگه سومون بسیار مورد ستایش قرار گرفت.
وانگ آنشی که سیاستمداری از سونگ بود دلیل شکست تای‌زونگ از گوگوریو را این دانست که یونگه سومون انسانی خارق‌العاده بود.
کیم بوسیک یونگه سومون را فردی با استعداد بسیار زیاد می‌داند.
هونگ‌سیک مشاور پادشاه سونجو از چوسان یونگه سومون را فردی خطاب می‌کند که بر یکی از بزرگ‌ترین ارتش‌های جهان پیروز شد.
پادشاه اینجو از چوسان یونگه سومون را مردی قابل مقایسه با سائو سائو می‌داند.
هئونگ سو بونگ: او قهرمانی بی رقیب بود.
پارک یون سیک او را به عنوان یک چهره برجسته در تاریخ کره با روحیه استقلال و اتکا به نفس و شجاعت رقابت با کشورهای خارجی ارزیابی کرد.

## افسانه‌ها
در نقل‌ها و باورهای عامیانه و اساطیر چینی، رمانهای نظامی و نمایشات محلی و درباری به کرات آثاری از یون‌گه‌سومون وجود داشته است؛ وی را هم آوردی قهرمان و مخوف به نمایش درآورده‌اند، دارای قامت و شمایلی تقریباً افسانه‌ای با تهاجمات و پاتک‌های سنگین زمستانی علیه قوای تانگ، این اساطیر و روایات، ناکامی‌ها و تقلای امپراتور مشهور و بزرگ تانگ یعنی لی‌تایزونگ را دربرابر سرمای سخت و مقاومت حیرت‌آور نیروهای گوگوریو به نمایش می‌کشند؛ قصه‌هایی از رودخانه‌های یخ‌زده، کمین‌هایی از کوه‌های غرق در برف، پیکارهای تن به تن بین قهرمانان دو طرف شاید وقایع اثبات شده تاریخی نباشند اما با شرح حماسی برای سرگرمی روایت می‌شدند؛ در رمانهای جنگی مینگ و چینگ که اغلب آمیخته‌ای از قصه‌ها و عین وقایع هستند و همچنین رزمنامه‌ها و آثار کره‌ای به وفور یافت می‌شوند، حتی در قرن نوزدهم در چینگ نیز شرحیات جالبی از نمایش‌های چینی در باب پیکارها و نبردهای یون‌گه‌سومون و لی‌تایزونگ به چشم می‌خورد، در برخی از این اساطیر وی را با چند شمشیر بزرگ و زرهی فولادی خزدار وصف کرده‌اند که مثل ببر از گوگوریو حفاظت می‌کرده و نامش وحشت به جان دشمنان می‌انداخته، او به همراه جنگجویان مخوف خود در ناهمواری‌های پوشیده در برف و بوران به انتظار دشمن می‌نشیند، نسخه‌ای دیگر نبرد تن به تن آنان به خواست امپراتور را روایت می‌کند جایی که زیر ستارگان شمالی تیغ‌هایشان مانند رعدی بر زمین یخ زده می‌نشنید و نسخه‌هایی دیگر نیز شرح می‌دهند که پس از عقب‌نشینی تانگ بخاطر سرما و تدارکات و مقاومت مدافعان، امپراتور در خاک خود با یورش قوای سومون در مخمصه قرار می‌گیرد اما با جانفشانی یاران و مهارت خود از مهلکه می‌گریزد.
فرماندهان بسیار مشهور و شکست ناپذیر تانگ یعنی لی‌جینگ و سودینگ‌فانگ که هردو از یون‌گه‌سومون شکست خوردند نیز در برخی از موارد مشاهده می‌شوند.
این روایات و اساطیر در طول زمان در هر دو کشور وجود داشته و با تغییراتی به نمایش درمی‌آمدند و بازگو می‌شدند، گرچه ممکن است عین وقایع یا سند تاریخی نباشند اما اطلاعات مفیدی از جزییات و کلیات وقایع نسبتاً مجهول ارائه می‌دهند؛ وی مشهورترین و احتمالاً تنها شخص کره‌ای در روایات اساطیری عامیانه و درباری سرزمین چین و به‌طور کلی فراتر از کره است و این اهمیت و تمایز او را بیان می‌کند، گرچه قهرمانان دیگری در زمان سوئی نیز وجود داشته‌اند که در محافل جاری شوند، مثل اولجی موندوک و قهرمانان جنگ سویی گوگوریو که ارتش سه میلیون نفری سویی را شکست دادند اما به اندازه یون‌گه‌سومون مشهور نیستند.